# Muzoon Almellehan
Muzoon Almellehan (em árabe: مزون المليحان; nascida em 1999) é um ativista síria e refugiada reassentada no Reino Unido. Ela é conhecida por seu trabalho para manter as meninas sírias na escola e é conhecida como a "Malala da Síria". Em junho de 2017, ela se tornou a mais jovem Embaixadora da Boa Vontade do UNICEF.

## Biografia
Muzoon Almellehan nasceu em 16 de abril de 1999, filha de Eman e Rakan Almellehan, e foi criado na cidade síria de Daraa. Seu pai era professor. Ela tem dois irmãos e uma irmã, que são entre um e quatro anos mais novos que ela. Depois que a guerra civil síria estourou, sua cidade foi sitiada pelo governo. No início de 2014, sua família mudou-se para a Jordânia, quando os combates se agravaram em 2014 e ela precisou viver em campos de refugiados por três anos. A família Almellehan foi forçada a se mudar várias vezes. 
Quando sua família fugiu de Daraa pela primeira vez para se refugiar nos campos de refugiados da Jordânia, tudo o Muzoon Almellehan que levou consigo foram seus livros, porque a educação era a coisa mais importante para ela. O primeiro acampamento em que viveram foi Za'atari, de onde se mudaram para Azraq, outro acampamento jordaniano. Enquanto estava lá, sua família recebeu ofertas para se mudar para o Canadá ou a Suécia. O pai de Almellehan os rejeitou por razões logísticas.
Mais tarde, Almellehan negociou a mudança de sua família para o Reino Unido, sob um plano anunciado em setembro de 2015 por David Cameron, pelo qual o governo britânico planejava aceitar 20.000 refugiados sírios. A família foi trazida para Newcastle dois meses e meio depois, estando entre os primeiros refugiados sírios admitidos no Reino Unido. As crianças Almellehan foram matriculadas em uma escola local. Almellehan estava entre as nove crianças refugiadas na Kenton School, e manifestou interesse em se tornar jornalista. Ela afirmou que achou difícil se ajustar à variante local do inglês.

## Ativismo
Muzoon Almellehan foi levada a defender a educação das meninas pelo fato de que metade das 40 meninas de sua classe em Za'atari abandonou a escola para se casar. O casamento infantil, embora não seja particularmente comum na Síria, aumentou dramaticamente após o início da guerra civil. Muzoon Almellehan ficou conhecida por tentar persuadir os pais a deixar seus filhos, principalmente meninas, em escolas para refugiados, em vez de fazê-los se casar cedo. Ela também tentou persuadir as crianças a permanecerem na escola e evitar o casamento infantil.
Muzoon Almellehan é amiga de Malala Yousafzai, que ela conheceu em 2014, quando Malala estava visitando o campo de refugiados em que Muzoon vivia. Posteriormente, Malala convidou Muzoon para a cerimônia em que Malala recebeu o Prêmio Nobel da Paz. Malala também visitou Muzoon após a chegada de Muzoon ao Reino Unido. O ativismo de Muzoon recebeu reconhecimento em vários países, e a levou a receber o apelido de "Malala da Síria".
Em 16 de outubro de 2017, Muzoon viajou de volta à Jordânia pela primeira vez após sua migração para conhecer, apoiar e ajudar os estudantes do país atingido pela guerra, que estavam determinados a obter educação mesmo durante as circunstâncias mais difíceis do país.

## Reconhecimentos
Em 2015  e em 2017 , ela foi listada como uma das 100 mulheres da BBC.
Almellehan tornou-se o mais jovem Embaixador da Boa Vontade da UNICEF em junho de 2017.